# Sosha Makani
Sosha Makani (pers. سوشا مكانى; Bandar-e-Anzali, 18 novembre 1986) è un ex calciatore iraniano, di ruolo portiere.

## Biografia
A gennaio 2016, Makani è stato arrestato poiché ha diffuso sul suo account Instagram un'immagine che lo ritraeva in compagnia di due ragazze che non portavano il velo. In Iran è infatti proibito diffondere questo tipo di immagini, in virtù dell'articolo 17 della legge locale, secondo cui «qualsiasi persona che pubblica le foto o video di altri privati o familiari tramite Internet senza il loro permesso, danneggiandoli o discreditandoli» rischi una detenzione da un minimo di 91 giorni ad un massimo di due anni, convertibili in una pena pecuniaria. L'avvocato del portiere ha difeso il suo assistito sostenendo che il cellulare di Makani fosse stato violato.

## Carriera

### Club
Makani ha cominciato la carriera con la maglia del Fajr Sepasi, squadra militante nella Persian Gulf Cup. Dopo un biennio in squadra, nel corso del quale ha giocato 42 partite di campionato e segnato una rete, si è trasferito al PAS Hamedan. Qui è rimasto per altri due anni, in cui ha disputato 44 incontri.
Nell'estate 2010, il portiere è stato tesserato dallo Steel Azin. Ha esordito in squadra il 26 luglio, schierato titolare nel successo per 0-1 arrivato sul campo del Foolad. In quella annata ha disputato 10 partite in campionato, con lo Steel Azin che ha chiuso al 18º ed ultimo posto in classifica, retrocedendo così dalla massima divisione iraniana.
A partire dal campionato 2011-2012, Makani ha militato nelle file del Naft Teheran. Ha disputato la prima partita in squadra il 2 agosto 2011, nel pareggio a reti inviolate sul campo della sua ex squadra del Fajr Sepasi. Nella prima annata ha totalizzato 32 presenze in campionato, che il Naft Teheran ha chiuso al 5º posto. Makani è rimasto in forza al club per poco più di due stagioni, totalizzando complessivamente 57 presenze in Persian Gulf Cup.
A novembre 2013, Makani si è trasferito al Foolad. Ha esordito in squadra il 29 novembre, schierato titolare nel pareggio a reti inviolate contro il Sepahan. L'11 marzo 2014 ha debuttato in AFC Champions League, in occasione del successo per 1-0 sull'Al-Fateh. Al termine dell'annata, il Foolad di Makani ha vinto il campionato.
In vista del campionato 2014-2015, Makani è passato al Persepolis. Ha esordito in squadra il 1º agosto 2014, schierato titolare nel pareggio interno per 1-1 contro il Naft Teheran. Ha totalizzato 20 presenze in campionato in quella stessa stagione, contribuendo al 2º posto finale del Persepolis. È rimasto in squadra anche nell'annata successiva.
Nel mese di giugno 2016, Makani è stato squalificato per sei mesi per aver indossato un paio di pantaloni gialli che ritraevano SpongeBob. La federazione iraniana ha fermato il giocatore poiché il comitato per la moralità locale ha definito «inappropriato» il look di Makani. Le autorità iraniane sono infatti molto attente al look delle celebrità del luogo, soprattutto sui social network. La squalifica sarebbe stata valida all'interno dei confini iraniani.
Il 21 giugno 2016, Makani si è aggregato ai norvegesi del Mjøndalen, compagine militante in 1. divisjon, per sostenere un periodo di prova. Il 1º luglio, il club ha confermato d'aver tesserato Makani, che si è legato alla nuovo squadra con un contratto biennale che sarebbe stato valido a partire dalla riapertura del calciomercato locale. Il 5 agosto sono state sbrigate le ultime formalità burocratiche, con la federazione norvegese che ha comunicato ufficialmente che non avrebbe tenuto conto della precedentemente citata squalifica di Makani. Il giocatore sarebbe stato così convocato in vista della successiva partita di campionato contro l'Ullensaker/Kisa. Il 7 agosto è stato così titolare nella gara, terminata con un pareggio per 0-0. Il Mjøndalen ha centrato le qualificazioni all'Eliteserien, in cui la squadra è stata eliminata dal Jerv a seguito della sconfitta per 2-1 nel primo turno delle stesse.
Il 25 gennaio 2017, lo Strømsgodset ha reso noto d'aver ingaggiato Makani con la formula del prestito, valido fino al successivo 14 agosto. Il 27 aprile ha ricevuto un permesso per tornare in Iran, per ragioni famigliari. Ha fatto ritorno in Norvegia il 21 giugno. Il 30 luglio, lo Strømsgodset ha confermato che il calciatore avrebbe fatto ritorno al Mjøndalen al termine del prestito.
L'8 agosto 2017, le due società hanno reso noto d'aver raggiunto un accordo per terminare il prestito di Makani con una settimana d'anticipo sulla naturale scadenza, con l'iraniano che avrebbe quindi fatto ritorno al Mjøndalen, contendendo il posto agli altri due portieri in rosa.
Il 9 gennaio 2018, il Mjøndalen ha ufficializzato la cessione di Makani al Sanat Naft Abadan con la formula del prestito, valido fino al 10 luglio successivo: il portiere aveva infatti chiesto di tornare in patria per cercare di guadagnarsi un posto tra i 23 convocati dell'Iran in vista del campionato del mondo 2018.
Tornato al Mjøndalen al termine del prestito, vi è rimasto in forza fino al 27 agosto 2019, quando ha rescisso il contratto che lo legava al club.
Il 5 settembre 2019 ha fatto ritorno in Iran, con il Naft Masjed Soleyman.
Il 13 febbraio 2020 ha firmato nuovamente per il Mjøndalen, fino al 31 dicembre 2022.
Il 1º novembre 2022, il Mjøndalen ha reso noto che il contratto di Makani non sarebbe stato rinnovato.
Il 6 ottobre 2023 ha siglato un accordo valido fino al termine dell'anno con il KFUM Oslo.

### Nazionale
A livello giovanile, Makani ha rappresentato l'Iran Under-23. L'esordio in Nazionale maggiore è arrivato invece il 6 novembre 2012, quando ha sostituito Rahman Ahmadi nel pareggio a reti inviolate contro il Tagikistan.

## Statistiche

### Presenze e reti nei club
Statistiche aggiornate al 24 marzo 2024.
| Stagione            | Club                 | Campionato          | Campionato | Campionato | Coppe nazionali | Coppe nazionali | Coppe nazionali | Coppe continentali | Coppe continentali | Coppe continentali | Supercoppe | Supercoppe | Supercoppe | Totale | Totale |
| Stagione            | Club                 | Comp                | Pres       | Reti       | Comp            | Pres            | Reti            | Comp               | Pres               | Reti               | Comp       | Pres       | Reti       | Pres   | Reti   |
| ------------------- | -------------------- | ------------------- | ---------- | ---------- | --------------- | --------------- | --------------- | ------------------ | ------------------ | ------------------ | ---------- | ---------- | ---------- | ------ | ------ |
| 2006-2007           | Fajr Sepasi          | PGC                 | 18         | -?         | CI              | ?               | -?              | -                  | -                  | -                  | -          | -          | -          | 18+    | -?     |
| 2007-2008           | Fajr Sepasi          | PGC                 | 24         | -?; 1      | CI              | ?               | -?              | -                  | -                  | -                  | -          | -          | -          | 24+    | -?; 1  |
| Totale Fajr Sepasi  | Totale Fajr Sepasi   | Totale Fajr Sepasi  | 42         | -?; 1      |                 | ?               | -?              |                    | -                  | -                  |            | -          | -          | 42+    | -?; 1  |
| 2008-2009           | PAS Hamedan          | PGC                 | 15         | -?         | CI              | ?               | -?              | -                  | -                  | -                  | -          | -          | -          | 15+    | -?     |
| 2009-2010           | PAS Hamedan          | PGC                 | 29         | -?         | CI              | ?               | -?              | -                  | -                  | -                  | -          | -          | -          | 29+    | -?     |
| Totale PAS Hamedan  | Totale PAS Hamedan   | Totale PAS Hamedan  | 44         | -?         |                 | ?               | -?              |                    | -                  | -                  |            | -          | -          | 44+    | -?     |
| 2010-2011           | Steel Azin           | PGC                 | 10         | -?         | CI              | ?               | -?              | -                  | -                  | -                  | -          | -          | -          | 10+    | -?     |
| 2011-2012           | Naft Teheran         | PGC                 | 32         | -37        | CI              | ?               | -?              | -                  | -                  | -                  | -          | -          | -          | 32+    | -?     |
| 2012-2013           | Naft Teheran         | PGC                 | 18         | -15        | CI              | ?               | -?              | -                  | -                  | -                  | -          | -          | -          | 18+    | -?     |
| lug.-nov. 2013      | Naft Teheran         | PGC                 | 7          | -9         | CI              | ?               | -?              | -                  | -                  | -                  | -          | -          | -          | 7+     | -?     |
| Totale Naft Teheran | Totale Naft Teheran  | Totale Naft Teheran | 57         | -61        |                 | ?               | -?              |                    | -                  | -                  |            | -          | -          | 57+    | -?     |
| nov. 2013-2014      | Foolad               | PGC                 | 15         | -5         | CI              | ?               | -?              | ACL                | 7                  | -4                 | -          | -          | -          | 22+    | -?     |
| 2014-2015           | Persepolis           | PGPL                | 20         | -22        | CI              | ?               | -?              | ACL                | 8                  | -10                | -          | -          | -          | 28+    | -?     |
| 2015-2016           | Persepolis           | PGPL                | 18         | -15        | CI              | 2               | 0               | -                  | -                  | -                  | -          | -          | -          | 20     | -15    |
| Totale Persepolis   | Totale Persepolis    | Totale Persepolis   | 38         | -37        |                 | 2+              | -?              |                    | 8                  | -10                |            | -          | -          | 48+    | -?     |
| lug.-dic. 2016      | Mjøndalen            | 1D                  | 12+1       | -12+-2     | CN              | -               | -               | -                  | -                  | -                  | -          | -          | -          | 13     | -14    |
| gen.-ago. 2017      | Strømsgodset         | ES                  | 1          | -1         | CN              | 0               | 0               | -                  | -                  | -                  | -          | -          | -          | 1      | -1     |
| ago.-dic. 2017      | Mjøndalen            | 1D                  | 12+2       | -10+-3     | CN              | 2               | -2              | -                  | -                  | -                  | -          | -          | -          | 16     | -15    |
| gen.-lug. 2018      | Sanat Naft Abadan    | PGPL                | 6          | -6         | CI              | 1               | -2              | -                  | -                  | -                  | -          | -          | -          | 7      | -8     |
| lug.-dic. 2018      | Mjøndalen            | 1D                  | 10         | -8         | CN              | -               | -               | -                  | -                  | -                  | -          | -          | -          | 26     | -23    |
| gen.-ago. 2019      | Mjøndalen            | ES                  | 0          | 0          | CN              | 0               | 0               | -                  | -                  | -                  | -          | -          | -          | 0      | 0      |
| set.-dic. 2019      | Naft Masjed Soleyman | PGPL                | 11         | -6         | CI              | 0               | 0               | -                  | -                  | -                  | -          | -          | -          | 11     | -6     |
| 2020                | Mjøndalen            | ES                  | 28+1       | -43+-2     | -               | -               | -               | -                  | -                  | -                  | -          | -          | -          | 29     | -45    |
| 2021                | Mjøndalen            | ES                  | 22         | -39        | CN              | 0               | 0               | -                  | -                  | -                  | -          | -          | -          | 22     | -39    |
| 2022                | Mjøndalen            | 1D                  | 2          | -2         | CN              | 1               | -2              | -                  | -                  | -                  | -          | -          | -          | 3      | -4     |
| Totale Mjøndalen    | Totale Mjøndalen     | Totale Mjøndalen    | 86+4       | -114+-7    |                 | 3               | -4              |                    | -                  | -                  |            | -          | -          | 93     | -125   |
| ott.-dic. 2023      | KFUM Oslo            | 1D                  | 0          | 0          | CN              | -               | -               | -                  | -                  | -                  | -          | -          | -          | 0      | 0      |
| Totale              | Totale               | Totale              | 280+4      | -?         |                 | 5+              | -?              |                    | 15                 | -14                |            | -          | -          | 306+   | -?     |

### Cronologia presenze e reti in Nazionale
| Cronologia completa delle presenze e delle reti in nazionale ― Iran | Cronologia completa delle presenze e delle reti in nazionale ― Iran | Cronologia completa delle presenze e delle reti in nazionale ― Iran | Cronologia completa delle presenze e delle reti in nazionale ― Iran | Cronologia completa delle presenze e delle reti in nazionale ― Iran | Cronologia completa delle presenze e delle reti in nazionale ― Iran | Cronologia completa delle presenze e delle reti in nazionale ― Iran | Cronologia completa delle presenze e delle reti in nazionale ― Iran |
| Data                                                                | Città                                                               | In casa                                                             | Risultato                                                           | Ospiti                                                              | Competizione                                                        | Reti                                                                | Note                                                                |
| ------------------------------------------------------------------- | ------------------------------------------------------------------- | ------------------------------------------------------------------- | ------------------------------------------------------------------- | ------------------------------------------------------------------- | ------------------------------------------------------------------- | ------------------------------------------------------------------- | ------------------------------------------------------------------- |
| 6-11-2012                                                           | Teheran                                                             | Iran                                                                | 6 – 1                                                               | Tagikistan                                                          | Amichevole                                                          | -1                                                                  |                                                                     |
| 9-12-2012                                                           | Madinat al-Kuwait                                                   | Iran                                                                | 0 – 0                                                               | Arabia Saudita                                                      | Campionato WAFF 2012                                                | -                                                                   |                                                                     |
| 30-5-2014                                                           | Hartberg                                                            | Iran                                                                | 1 – 1                                                               | Angola                                                              | Amichevole                                                          | -                                                                   |                                                                     |
| 10-11-2016                                                          | Shah Alam                                                           | Papua Nuova Guinea                                                  | 1 – 8                                                               | Iran                                                                | Amichevole                                                          | -?                                                                  |                                                                     |
| 15-11-2016                                                          | Seremban                                                            | Siria                                                               | 0 – 0                                                               | Iran                                                                | Qual. Mondiali 2018                                                 | -                                                                   |                                                                     |
| Totale                                                              |                                                                     | Presenze                                                            | 5                                                                   |                                                                     | Reti                                                                | -?                                                                  |                                                                     |

## Palmarès

### Competizioni nazionali
- Campionato iraniano: 1

Foolad: 2013-2014